# 秩父屋庄左衛門
秩父屋 庄左衛門（ちちぶや しょうざえもん、生没年不詳）とは江戸時代の江戸にあった地本問屋。

## 来歴
天明から寛政年間にかけて江戸の浅草茅町2丁目において地本問屋を営業している。勝川春潮、歌川豊国の錦絵を出版している。

## 作品
- 勝川春潮 「大文字や内まゆずみ 鶴屋内すが原」 間判2枚続 錦絵 天明7年（1787年）
- 勝川春潮 「飛鳥山の花見」 大判3枚続 錦絵 天明後期
- 歌川豊国 「浮絵金龍山之図」 横中判 錦絵 寛政